# Coccobius noaeae
Coccobius noaeae is een vliesvleugelig insect uit de familie Aphelinidae. De wetenschappelijke naam is voor het eerst geldig gepubliceerd in 1968 door Yasnosh.